# Coriarachnini
Coriarachnini Simon, 1895 è una tribù di ragni appartenente alla famiglia Thomisidae.

## Caratteristiche
La chiave dicotomica che distingue questa tribù dalle altre affini è il colore del corpo e delle zampe dai toni cupi, variabili dal giallastro al bruno-nerastro. Le dimensioni delle zampe variano da 1,1 mm a 1,6 mm; il quarto paio è più corto.

## Distribuzione
Dei tre generi oggi noti di questa tribù, due sono diffusi nella regione paleartica; il genere Tharpyna è stato rinvenuto in Australia, India e Giava.

## Tassonomia
A dicembre 2013, gli aracnologi riconoscono tre generi appartenenti a questa tribù:
- Coriarachne Thorell, 1870 - regione paleartica, USA, Canada, Alaska, Vietnam
- Firmicus Simon, 1895 - Africa, Spagna, Francia, Israele, Vietnam, isole Seychelles
- Tharpyna L. Koch, 1874 - Queensland, Nuovo Galles del Sud, Australia occidentale, India, Giava